# Isopeda girraween
Isopeda girraween là một loài nhện trong họ Sparassidae.
Loài này thuộc chi Isopeda. Isopeda girraween được Arthur Stanley Hirst miêu tả năm 1992.